# Antonio Jacobo de Véneris

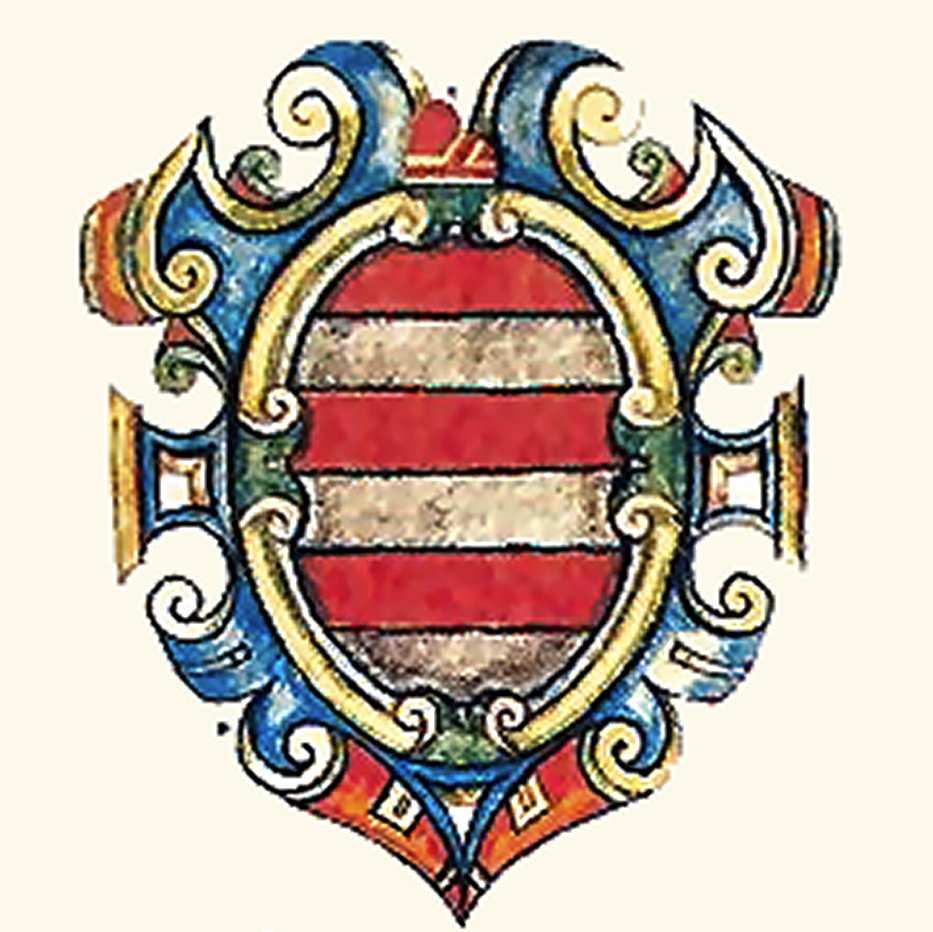
Escudo de armas de la familia Venier.

Antonio Jacobo de Véneris (Recanati, 1422 - ib., 3 de agosto de 1479) fue un eclesiástico italiano, obispo de Siracusa, de León y de Cuenca, nuncio papal ante la corte de Enrique IV y embajador de este en Roma. 
En 1473 Sixto IV le nombró cardenal con título de San Vito y San Modesto, y en 1476 le dio el de San Clemente. 
Fue sepultado en la iglesia de San Clemente de Roma.
| Predecesor: Paolo Santafè      | Obispo de Siracusa 1460 – 1464 | Sucesor: Andrea Tolomei     |
| Predecesor: Juan de Torquemada | Obispo de León 1464 – 1470     | Sucesor: Rodrigo de Vergara |
| Predecesor: Lope de Barrientos | Obispo de Cuenca 1470 – 1479   | Sucesor: Rafael Riario      |